# Pteridocalyx
Pteridocalyx é um género botânico pertencente à família Rubiaceae.

## Espécies
- Pteridocalyx appunii
- Pteridocalyx minor